# Lånjö-Marö
Lånjö-Marö är en ö i Sankt Anna socken i Söderköpings kommun, norr om Birkö. Ön har en yta av 53 hektar. Ön består av de äldre öarna Lånjö och Marö som genom landhöjningen vuxit samman.
Båda öarna har tidigare lytt under Aspöja. På Marö har ingen bebyggelse funnits, men av allt att döma har det tidigare funnits en gård på Lånjö. Den nuvarande gården på Lånjö har sitt ursprung i en gård som flyttades över från Aspöja i samband med laga skifte 1862. Mer än två bofasta hushåll har aldrig funnits på ön. Fram till 1969 hölls kor på ön och fram till 1980 får, och fram till 2000-talet förekom även yrkesfiske. 2012 fanns två bofasta innevånare på ön, därtill ett antal fritidshus för uthyrning.